# Phare de Isla de Flores
Le phare de Isla de Flores (en français : phare de l'île aux fleurs) a été mis en service le 1er janvier 1828. 
Le phare maritime est situé dans le Río de la Plata, sur l'Île de Flores.
Le phare est une tour circulaire d'une hauteur de 19,5 mètres implantée sur un bâtiment. Sa lumière a une portée de 19,2 miles (un flash toutes les seize secondes). Le 10 février 2004, la poste Uruguayenne a imprimé un timbre, code 2004-04-S, d'une valeur de 10 pesos uruguayens à l'effigie du phare. 

## Source
- (es) Cet article est partiellement ou en totalité issu de l’article de Wikipédia en espagnol intitulé « Faro de Isla de Flores » (voir la liste des auteurs).